# 瑞野史人
瑞野 史人（みずの ふみと、1994年10月9日 - ）は、日本の俳優。福岡県出身。

## 経歴･人物
- 2019年2月、舞台 『機動戦士ガンダム00』アンサンブルでデビュー。
- 趣味はソフトテニス、硬式テニス、水泳。
- 特技は着付け（着物･袴･羽織）、殺陣、合気道。

## 出演

### 舞台
2019年
- 舞台『機動戦士ガンダム00』（2月15日 - 18日、日本青年館ホール / 2月23日 - 24日、森ノ宮ピロティホール） - アンサンブル
- 『Starry☆Sky on STAGE』（7月10日 - 15日、品川プリンスホテル クラブeX） - 小熊伸也 役

2020年
- 『Starry☆Sky on STAGE SEASON2〜星雪譚 ホシノユキタン〜』（1月15日 - 26日、紀伊国屋サザンシアター TAKASHIMAYA） - 小熊伸也 役
- 『WITH by IdolTimePripara』（12月10日 - 12日、Zepp DiverCity） - アンサンブル

2021年
- 『アニドルカラーズ キュアステージ』（2月10日 - 14日、 シアター1010） - 舞園令 役
- 舞台「東京リベンジャーズ」（8月6日 - 8日、COOL JAPAN PARK OSAKA WWホール / 8月12日 - 14日、日本青年館ホール / 8月19日 - 22日、KT Zepp Yokohama） - アンサンブル[1]

2022年
- 舞台『機動戦士ガンダム 00 -破壊による覚醒-Re:(in)novation』 （2月7日 - 14日、新国立劇場 中劇場） - アンサンブル
- 舞台「東京リベンジャーズ－血のハロウィン編－」（3月18日 - 21日、COOL JAPAN PARK OSAKA WWホール / 3月25日 - 4月3日、サンシャイン劇場） - アンサンブル ※4月2日 - 3日公演中止

- 舞台『やがて君になる』encore（11月25日 - 12月4日、品川プリンスホテル クラブeX） - 槙聖司 役[2]

2023年
- 舞台「リコリス・リコイル」（1月7日 - 15日、天王洲 銀河劇場） - アンサンブル

- 舞台「東京リベンジャーズ－聖夜決戦編－」（12月22日 - 25日、東大阪市文化創造館 Dream House 大ホール / 12月29 - 2024年1月8日、品川プリンスホテル ステラボール） - アンサンブル

2024年
- 劇団わ 本公演 『僕のヒーロー願望２〜諦めたらそこで世界終了ですよ〜』（7月10日 - 14日、キンケロ・シアター）

- 舞台「東京リベンジャーズ－天竺編－」（8月29日 - 31日、森ノ宮ピロティホール / 9月4日 - 16日、IMM THEATER） - アンサンブル[3]

2025年
- 舞台「東京リベンジャーズ－The LAST LEAP－」（6月26日 - 29日、COOL JAPAN PARK OSAKA WWホール / 7月3日 - 10日、KAAT神奈川芸術劇場 ホール） - アンサンブル[4]

### ドラマ
2021年
- 孤独のグルメ Season9 第4話（2021年7月31日、テレビ東京） - 客 役

2022年
- 「悪女のすべて」第10話（2022年9月3日、BS松竹東急）

2023年
- 「ザ！世界仰天ニュース」再現ドラマ（2023年10月3日、日本テレビ）

## 関連リンク
- 公式プロフィール - キャストコーポレーション
- キャストコーポレーション公式新人ファンサイト
- 瑞野史人 (@MizunoFumito) - X（旧Twitter）